# Parkwood (Washington)
Parkwood és una concentració de població designada pel cens dels Estats Units a l'estat de Washington. Segons el cens del 2000 tenia 7.213 habitants.

## Demografia
Segons el cens del 2000, Parkwood tenia 7.213 habitants, 2.768 habitatges, i 1.915 famílies. La densitat de població era de 1.058,9 habitants per km².
Dels 2.768 habitatges en un 36,2% hi vivien nens de menys de 18 anys, en un 53% hi vivien parelles casades, en un 11,2% dones solteres, i en un 30,8% no eren unitats familiars. En el 24,4% dels habitatges hi vivien persones soles el 8,5% de les quals corresponia a persones de 65 anys o més que vivien soles. El nombre mitjà de persones vivint en cada habitatge era de 2,6 i el nombre mitjà de persones que vivien en cada família era de 3,09.
Per edats la població es repartia de la següent manera: un 28,4% tenia menys de 18 anys, un 9,1% entre 18 i 24, un 29,1% entre 25 i 44, un 23,4% de 45 a 60 i un 9,9% 65 anys o més.
L'edat mediana era de 34 anys. Per cada 100 dones de 18 o més anys hi havia 92,6 homes.
La renda mediana per habitatge era de 41.869 $ i la renda mediana per família de 48.866 $. Els homes tenien una renda mediana de 36.312 $ mentre que les dones 24.127 $. La renda per capita de la població era de 17.643 $. Aproximadament el 6,4% de les famílies i el 9,1% de la població estaven per davall del llindar de pobresa.

## Poblacions més properes
El següent diagrama mostra les poblacions més properes.